# Rhachidosorus consimilis
Rhachidosorus consimilis är en ormbunkeart som beskrevs av Ren-Chang Ching. Rhachidosorus consimilis ingår i släktet Rhachidosorus och familjen Rhachidosoridaceae. Inga underarter finns listade.